# Адоньев, Дмитрий Никитович
Дми́трий Ники́тович Адо́ньев (9 мая 1921, Орловская губерния — 28 сентября 1995, Макеевка, Донецкая область) — участник Великой Отечественной войны, командир миномётного расчёта 185-го гвардейского стрелкового полка 60-й гвардейской стрелковой дивизии 12-й армии Юго-Западного фронта, Герой Советского Союза (1944), гвардии старший сержант.

## Биография
Родился 9 мая 1921 года в деревне Кукуй (ныне — Краснозоренского района Орловской области).
После окончания школы работал трактористом, затем — на шахте. В армию призван 15 июня 1941 года. Во фронтах Великой Отечественной войне с августа 1941 года — командир миномётного расчёта на Сталинградском, Центральном, 1-м Украинском фронтах.
За отличное выполнение боевых заданий командования, героизм, проявленный в боях при форсировании Днепра, и овладение Капустянским плацдармом старший сержант Адоньев Д. Н. 22 февраля 1944 года был удостоен звания Героя Советского Союза.
Из армии демобилизовался в 1946 году.
Умер 28 сентября 1995 года в городе Макеевка Донецкой области.

## Награды
- Медаль «Золотая Звезда» Героя Советского Союза
- Орден Ленина
- Орден Отечественной войны I степени
- Орден Красной Звезды
- Медали